# Ловер-Оксфорд Тауншип (округ Честер, Пенсільванія)
Ловер-Оксфорд Тауншип (англ. Lower Oxford Township) — селище (англ. township) в США, в окрузі Честер штату Пенсільванія. Населення — 5420 осіб (2020).

## Демографія
Згідно з переписом 2010 року, у селищі мешкало 5200 осіб у 1107 домогосподарствах у складі 895 родин. Було 1154 помешкання
Расовий склад населення:
| - 58,6 % — білих - 35,1 % — чорних або афроамериканців - 0,3 % — корінних американців - 0,3 % — азіатів - 0,1 % — вихідців з тихоокеанських островів - 3,4 % — осіб інших рас |

До двох чи більше рас належало 2,3 %. Частка іспаномовних становила 10,6 % від усіх жителів.
За віковим діапазоном населення розподілялося таким чином: 19,7 % — особи молодші 18 років, 73,1 % — особи у віці 18—64 років, 7,2 % — особи у віці 65 років та старші. Медіана віку мешканця становила 21,8 року. На 100 осіб жіночої статі у селищі припадало 88,1 чоловіків;  на 100 жінок у віці від 18 років та старших — 84,9 чоловіків також старших 18 років.
Середній дохід на одне домашнє господарство  становив 84 097 доларів США (медіана — 62 727), а середній дохід на одну сім'ю — 93 089 доларів (медіана — 72 831). Медіана доходів становила 48 324 долари для чоловіків та 37 865 доларів для жінок. За межею бідності перебувало 12,7 % осіб, у тому числі 20,2 % дітей у віці до 18 років та 5,3 % осіб у віці 65 років та старших.
Цивільне працевлаштоване населення становило 2206 осіб. Основні галузі зайнятості: освіта, охорона здоров'я та соціальна допомога — 27,2 %, мистецтво, розваги та відпочинок — 12,8 %, виробництво — 12,1 %.